# Battaglia del Col di Lana
La battaglia del Col di Lana è stata una Guerra Bianca sul fronte italiano (1915-1918) durante la prima guerra mondiale.
Il Col di Lana è forse la montagna meno appariscente e con meno caratteristiche dolomitiche di tutto il fronte, ma la sua collocazione la rese subito un importante nodo conteso dai due eserciti. Questo monte si ergeva come un bastione rivolto verso sud e dominava tutto il traffico stradale tra la cima Pordoi e il passo di Falzarego, chiudendo il passaggio nelle valli Badia e Gardena (Grödner) e, oltre, verso Brunico, Bressanone e Bolzano, e, pertanto, verso il cuore di tutta la difesa del Tirolo. Insieme col monte Sief forma un massiccio montuoso che spinge verso sud con tre dossi a dolce declivio, protetto sul fianco occidentale nella val Contrin dal forte La Corte e su quello orientale dalla cima rocciosa del Sass de Stria, difficilmente praticabile. A nord infine, ai piedi del Lagazuoi, era presente un altro forte, antiquato e inefficiente come La Corte: forte Tre Sassi, che assieme agli sbarramenti stradali di Cherz e Ruaz formava la linea difensiva di questo settore.

## Storia
La prima azione a Col di Lana si ebbe l'8 giugno 1915 quando le batterie italiane aprirono il fuoco da monte Padon e Col Toront per bombardare i forti La Corte e Tre Sassi e le posizioni della fanteria. L'attacco venne ripetuto una settimana dopo, includendo anche lo sbarramento di Livinallongo del Col di Lana, con risultati praticamente nulli, dato che l'azione fu svolta senza un chiaro piano strategico. L'attacco italiano, che secondo Fritz Weber, appena tre settimane prima avrebbe potuto facilmente travolgere le esigue difese austriache del settore, era ora possibile solo con un attento studio e con la costruzione di strade, il posizionamento di nuove batterie e l'impiego di ingenti masse di fanteria. Questi giorni di inoperosità consentirono agli austro-ungarici di fortificare due punti vitali per la loro difesa: il Costone di Salesei e il Costone di Agai, situati nel versante sud del loro schieramento, e dato che Sass de Stria proteggeva la parte orientale, per gli italiani l'unica soluzione era quella di un attacco frontale verso Col di Lana.
Il 15 giugno, alcune pattuglie italiane dirette verso le posizioni nemiche, vengono facilmente individuate e neutralizzate, dando però simbolicamente il via ad una lunga serie di sanguinosi e inutili attacchi frontali verso le posizioni austro-ungariche. In luglio gli italiani sferrarono ben dieci attacchi contro le pendici del Col di Lana e cinque contro la cresta del Sief, ma ora le posizioni nemiche erano state opportunamente rinforzate con gli esperti Jäger bavaresi e prussiani, moderne batterie tedesche e ampie scorte di munizioni, così ogni attacco venne sistematicamente respinto. Situati in posizione sopraelevata e molto favorevole, protetti da un grave declivio, da reticolati e mitragliatrici, gli austro-ungarici falcidiarono sistematicamente gli assalitori fino al 20 luglio, quando il generale Rossi interruppe i tentativi contro il Col di Lana, giudicandoli temporaneamente senza possibilità di successo, almeno fino all'arrivo di cospicui rinforzi.
Le artiglierie italiane però non cessarono la loro opera di distruzione dei forti La Corte e Tre Sassi che, seppur praticamente sguarniti, attirarono su di loro per molto tempo l'accanimento degli artiglieri italiani. Ad inizio agosto forte Tre Sassi era praticamente un cumulo di macerie, e ciò spinse gli italiani ad accelerare i preparativi per un attacco verso il costone dei Salisei, la posizione più a ovest del sistema difensivo austriaco, tecnicamente protetta dal forte appena distrutto. Il 2 agosto partì quindi un violento attacco contro il costone respinto dagli Jäger, e ciò, unitamente alle sconfitte che gli italiani continuavano a subire nei loro attacchi verso la val Pusteria, sembrò fa desistere definitivamente gli attaccanti, che con l'avvicinarsi dell'inverno preferirono rinforzarsi e concentrarsi sul fronte dell'Isonzo, dove le "spallate" di Cadorna assorbivano enormi risorse. Non si fermarono però piccoli attacchi al Costone di Salesei e al Costone di Agai, perché gli italiani speravano di conquistare, in vista di un attacco definitivo, i due punti d'appoggio e posizionarsi sotto la vetta, ma l'artiglieria nemica faceva sistematicamente strage degli attaccanti, per cui si preferì ritentare con un attacco frontale previsto per metà ottobre.
L'attacco venne quindi sferrato il 21 ottobre, con gli italiani che poterono contare su forze dieci volte superiori e un enorme cannoneggiamento preparatorio. Trincea dopo trincea, al costo di grosse perdite, gli austriaci vennero sloggiati dalle loro posizioni e il 7 novembre i fanti della Brigata Calabria conquistarono finalmente la cima, che però ricadde in mano nemica lo stesso giorno grazie ai Landesschützen del capitano Kostantin Valentini, e gli italiani si attestarono appena sotto il cocuzzolo, ad appena 80 metri dalle trincee austriache. Questi ultimi avevano nel frattempo sostituito i tedeschi sui costoni con i temibili Kaiserjäger e per tutto l'inverno scavarono un intricato sistema di gallerie e camminamenti coperti che proteggeva i soldati dall'artiglieria italiana. Il 1º gennaio gli austriaci diedero il via alla guerra di mine con un'esplosione sul Lagazuoi, e raccogliendo l'idea gli italiani a metà gennaio iniziarono i lavori per una galleria di mina da far brillare proprio sotto la cima. Il 17 aprile 5020 chilogrammi di esplosivo devastarono la cima del Col di Lana uccidendo all'istante 110 austriaci, mentre il resto della guarnigione, enormemente scosso, fu fatto prigioniero dai fanti della Calabria che partirono all'attacco immediatamente dopo lo scoppio. L'ulteriore avanzata verso il Sief fu bloccata dalle riserve austriache, e dopo enormi sacrifici la cima del Col di Lana fu finalmente conquistata dagli italiani, che ora iniziarono a concentrarsi verso la conquista di monte Sief.
La lotta era quindi tutt'altro che finita, e monte Sief continuava a svolgere la sua funzione di sbarramento verso l'Alta Badia. Iniziò quindi una strenua lotta su una cresta affilata e cruda, battuta dall'artiglieria e dalle mitragliatrici, spazzata di notte dai coni luminosi dei riflettori. Entrambi i contendenti si cimentarono nuovamente nello scavo di gallerie e caverne, fino ad avere due vere e proprie fortezze contrapposte; quella italiana sul Col di Lana a 2 462 metri e quella austriaca sulla stretta cima del Sief, circa 40 metri più in basso. Ciò contribuì a rendere inutili gli assalti della fanteria, e anche qui si procedette con lo scavo di gallerie di mina. L'iniziativa fu presa dagli austriaci, che a fine giugno 1916 iniziarono i lavori per una mina che avrebbe distrutto la guarnigione italiana sul Dente del Sief, da loro appena conquistato. Gli italiani si resero conto tardi di questa manovra e solo nel marzo 1917 iniziarono sommari lavori per una galleria di contromina, che però risultò troppo corta, e distrusse parte delle loro stesse linee. Si formò quindi un cratere che divideva i due schieramenti ma che non impedì agli austriaci di continuare i lavori, che terminarono il 27 ottobre, quando 45 000 chilogrammi di esplosivo dilaniarono la montagna creando un cratere di 80 metri e uccidendo 64 italiani. Quel giorno erano in fase avanzata anche i preparativi per una seconda mina ancora più grande, che avrebbe dovuto polverizzare l'intero Dente del Sief, ma di lì a poco gli italiani ripiegarono in massa sulla linea del Piave e del monte Grappa, lasciando in mano austriaca il monte dove avevano combattuto con più accanimento che in ogni altra parte del fronte dolomitico, insieme ai corpi di migliaia di caduti.

## Galleria d'immagini

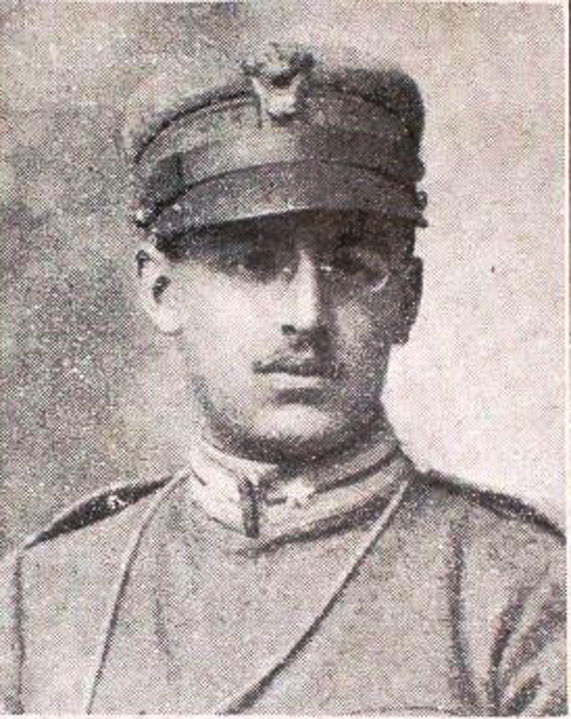
Ritratto del sottotenente Adolfo Virgilii, volontario di guerra, decorato di medaglia d'argento al valor militare, caduto in combattimento nel 1916.